# Illa de Herald (Àrtic)
Illa de Herald (en rus: Остров Геральд, Ostrov Gerald) és una illa petita i remota, pertanyent a la Federació Russa, que està situada al mar dels Txuktxis a 70 km a l'est de l'illa de Wrangel. Presenta una orografia molt escarpada, amb penya-segats abruptes, que la fan força inaccessible tant en vaixell com en avió. L'únic punt relativament accessible és a la costa nord, on els penya-segats s'han esfondrat creant monticles de pedres soltes i grava. Té una superfície de 11.3 km2  i l'alçada màxima sobre el nivell del mar és de 364m. Aquesta illa no conté glaceres i està deshabitada.
Administrativament, pertany a la Regió autònoma de Txukotka, de la Federació Russa. L'Illa de Herald és part de la Reserva Natural de l'Illa de Wrangel, reconeguda com a parc nacional des de 1976.
El nom de l'illa prové del vaixell HMS Herald, amb el qual va ser descoberta el 1849.

## Clima
El clima és sever. Durant la major part de l'any, l'illa està coberta per masses d'aire fred de l'Àrtic amb baixa humitat i pols. A l'estiu, vents més càlids i humits, provinents de l'oceà Pacífic, bufen de sud-est. Des de Sibèria arriben també a l'estiu masses d'aire sec i escalfat.
El dia polar dura des de mitjans de maig fins al 20 de juliol, i la nit polar dura de mitjans de novembre a finals de gener.
Els hiverns són llargs i es caracteritzen per una temperatura glacial estable i forts vents del nord. La temperatura mitjana al gener és de −21.3 °C, i els mesos més freds són els de febrer i març. Durant aquest període la temperatura es pot mantenir per sota dels −30 °C durant setmanes, amb freqüents tempestes de neu i amb una velocitat del vent que pot superar els 40m/s. L'estiu és fresc, amb glaçades i nevades. La temperatura mitjana de juliol acostuma a ser d'entre 2 a 2.5 °C. La humitat relativa està al voltant del 88% i la precipitació anual és d'uns 120mm.

## Història
Diversos països han participat en el descobriment i l'exploració de l'illa de Herald. L'illa va ser descoberta el 1849 per sir Henry Kellet, capità del vaixell HMS Herald, mentre estava buscant l'expedició desapareguda de sir John Franklin. Kellet va desembarcar a l'illa de Herald, i li va posar el nom del seu vaixell. També va albirar l'Illa de Wrangel en la distància.
Posteriorment, al 1855 l'Illa de Herald va ser visitada pel vaixell USS Vincennes, comandat per John Rodgers quan intentava arribar a l'illa de Wrangel, que aleshores era inaccessible, ja que el mar estava glaçat.
Alguns anys després, el 1879 la malaurada expedició àrtica de George W. De Long amb el vaixell Jeannette, va entrar al mar glaçat prop de l'illa de Herald, tenia l'objectiu d'arribar a l'illa de Wrangel, i també a mar obert prop del Pol Nord, però no van poder desembarcar, i el vaixell va quedar atrapat al gel fins que finalment va quedar aixafat. El 1881, el vaixell americà Corwin, comandat per Calvin L. Hooper va arribar a l'illa buscant els tripulants del vaixell Jeannette. El naturalista John Muir va liderar un grup de recerca que va recórrer l'illa cercant algun senyal deixat per la tripulació del Jeannette, mentre buscaven, van poder arribar al cim més alt de l'illa, fet que els va permetre fer observacions geològiques i biològiques.
Al 1914 quatre tripulants d'una expedició àrtica canadenca que viatjaven amb el vaixell Karluk, van arribar a l'illa de Herald després que el seu vaixell naufragués esclafat pel gel. Aquests quatre homes, Sandy Anderson, Charles Barker, John Brady and Edmund L. Golightly, van morir sense deixar cap registre. Els seus esquelets van ser trobats el 1924 pel capità Louis Lane de l'expedició del MS Herman. La causa de la seva mort, és encara un misteri, atès que al lloc on es van trobar les seves restes, hi havia prou menjar i municions, tot i que també hi ha la teoria que podrien haver mort per haver inhalat monòxid de carboni d'una estufa defectuosa.
Al 1916 l'ambaixador rus a Londres va emetre un comunicat oficial on declarava que l'illa de Herald, així com altres illes àrtiques, formaven part de l'Imperi Rus. Més endavant la Unió Soviètica va mantenir aquesta declaració. Al 1926 el trencaglaç soviètic Stavropol comandat per G. A. Ushakov, es va apropar a l'illa de Herald, però no va poder arribar a la costa perquè la capa de gel que hi havia al mar era molt gruixuda. El trencaglaç Krasin va fer diversos intents d'arribar a l'illa de Herald el 1935 mentre es dirigia cap a l'illa de Wrangel, però no va poder a causa de l'espessa boira. Finalment van poder desembarcar en el viatge de retorn i l'illa va ser completament explorada.
Al 2004, l'illa de Herald juntament amb l'illa de Wrangel i les aigües dels voltants, van ser declarades Patrimoni de la Humanitat per la UNESCO.

## Geologia i fauna
El subsòl de l'Illa de Herald està format per roques sedimentàries, ígnies i metamòrfiques.
Una gran part de la superfície de l'illa està dominada pel desert àrtic, però també s'hi pot trobar tundra àrtica poligonal i tundra àrtica argilosa .Des del punt de vista ornitològic, l'illa de Herald és molt més pobra que l'illa de Wrangel, la població d'ocells marins ha anat fluctuant al llarg dels últims anys, tot i que es calcula que el màxim que s'ha arribat era d'unes 20.000 parelles, entre els quals predomina el somorgollaire de Brünnich.
Cada any hi passen l'hivern unes quantes desenes d'ossos.